# Corridoio Nordest
Il Corridoio Nordest (Northeast Corridor o NEC in inglese) è una linea ferroviaria elettrificata che collega le principali città della costa est degli Stati Uniti. In gran parte di proprietà di Amtrak, si sviluppa da Boston verso sudovest attraversando Providence, New Haven, New York, Newark, New Brunswick, Trenton, Filadelfia, Wilmington e Baltimora per poi raggiungere Washington, D.C. Il corridoio nordest è in gran parte parallelo alla Interstate 95 ed è la linea ferroviaria più trafficata degli Stati Uniti, con più di 2.200 treni giornalieri. Dalla linea partono numerose diramazioni tra cui quelle per Harrisburg in Pennsylvania, Springfield in Massachusetts e varie località della Virginia.
Il corridoio è utilizzato da numerosi servizi Amtrak, tra cui gli Acela Express ad alta velocità, servizi intercity a vari treni a lunga percorrenza. Gran parte del corridoio è anche utilizzato da servizi ferroviari pendolari gestiti dalle società locali MBTA, Shore Line East, Metro-North Railroad, Long Island Rail Road, New Jersey Transit, SEPTA, e MARC. I treni del PATH, servizio pendolari rapido del New Jersey, utilizzano il corridoio per un breve tratto.